# Illes Ōsumi
Les Illes Ōsumi (大隅諸島, Ōsumi-shotō) són un arxipèlag de les Illes Nansei que a la vegada forma part de l'arxipèlag Satsunan. Estan situades entre l'extrem sud de Kyūshū i Yakushima, i pertanyen administrativament a la prefectura de Kagoshima del Japó.

## Geografia
Les Illes Ōsumi són d'origen volcànic i tenen una àrea d'aproximadament 1.030 quilòmetres quadrats. El punt més alt és el Miyanouradake, amb 1.935 metres, a l'illa de Yakushima. El clima és subtropical humit, amb estius molt càlids i hivers suaus. La precipitació és elevada tot l'any, especialment els mesos de maig, juny i setembre.

## Història
Les Ōsumi han estat habitades des del període Jōmon. Les necròpolis de Tanegashima indiquen que hi havia una cultura desenvolupada al període Yayoi, cap al final del segle IV: s'hi ha trobat magatama, un penjoll gravat i emblemes amb el que sembla escriptura.
Tanegashima i Yakushima s'esmenten per escrit per primera vegada en documents de la dinastia Sui xinesa del segle VI. Les Ōsumi formaven part de l'antiga província de Tane durant el període Asuka. El 1543 hi va arribar un vaixell xinès amb l'explorador portuguès Fernão Mendes Pinto, qui es creu que va introduir les armes de foc al Japó. En el període Edo les illes eren controlades pel clan Shimazu i es consideraven part de la província d'Ōsumi. Després de la Restauració Meiji, les illes van passar a ser part de la prefectura de Kagoshima. El 1945, durant la Segona Guerra Mundial, els EUA van ocupar les illes, que van ser retornades al Japó el 1953.
El 1969 s'hi va inaugurar el Centre Espacial de Tanegashima i un cosmòdrom propietat de l'Agència Espacial Japonesa. També als anys seixanta es van construir dos aeroports: el de Tanegashima i el de Yakushima.

## Illes
Les dues illes principals de l'arxipèlag són Yakushima i Tanegashima, i la resta són illes menors o illots.
| Imatge | Nom              | Kanji      | Àrea (km²) | Població | Punt més alt (m) | Pic           | Coordenades                                                  |
| ------ | ---------------- | ---------- | ---------- | -------- | ---------------- | ------------- | ------------------------------------------------------------ |
|        | Yakushima        | 屋久島     | 504,88     | 13.178   | 1935             | Miyanouradake | 30° 21′ 31″ N, 130° 31′ 43″ E / 30.35861°N,130.52861°E       |
|        | Tanegashima      | 種子島     | 444,99     | 33.000   | 282              |               | 30° 34′ 26″ N, 130° 58′ 52″ E / 30.57389°N,130.98111°E       |
|        | Kuchinoerabujima | 口永良部島 | 38,04      | 147      | 657              | Furudake      | 30° 28′ N, 131° 11′ E / 30.467°N,131.183°E                   |
|        | Mageshima        | 馬毛島     | 8,2        | –        | 71,7             | Takenokoshi   | 30° 44′ 29.9″ N, 130° 51′ 16.9″ E / 30.741639°N,130.854694°E |
|        | Kuroshima        | 黒島       | 15,37      | 199      | 621,9            | Yaguradake    | 30° 50′ 5.6″ N, 129° 57′ 20.7″ E / 30.834889°N,129.955750°E  |
|        | Iōjima           | 硫黄島     | 11,65      | 142      | 703,7            | Iōdake        | 30° 47′ 27″ N, 130° 17′ 46″ E / 30.79083°N,130.29611°E       |
|        | Takeshima        | 竹島       | 4,2        | 78       | 220,0            | Magomeyama    | 30° 48′ 50″ N, 130° 25′ 2.1″ E / 30.81389°N,130.417250°E     |
|        | Shōwa Iōjima     | 昭和硫黄島 | 0,07       | –        | 24               |               | 30° 48′ 15″ N, 130° 20′ 30″ E / 30.80417°N,130.34167°E       |
|        | Denshima         | デン島     | 0,001      | -        | 58               |               | 30° 45′ 02″ N, 130° 06′ 07″ E / 30.75056°N,130.10194°E       |